# Hydrophyllum occidentale
Hydrophyllum occidentale là loài thực vật có hoa trong họ Mồ hôi. Loài này được (S. Watson) A. Gray mô tả khoa học đầu tiên năm 1875.